# Geografía de Macao

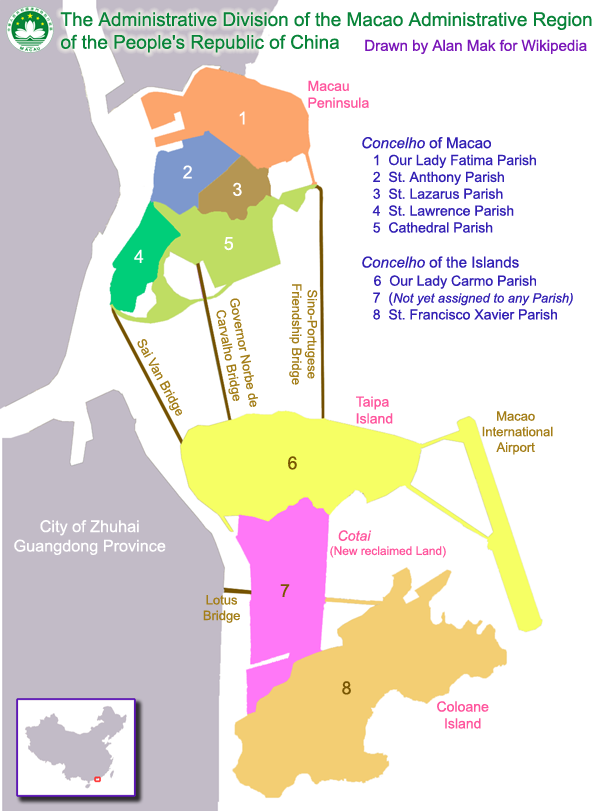
División administrativa de Macao (Haga clic para ver imagen de satélite).

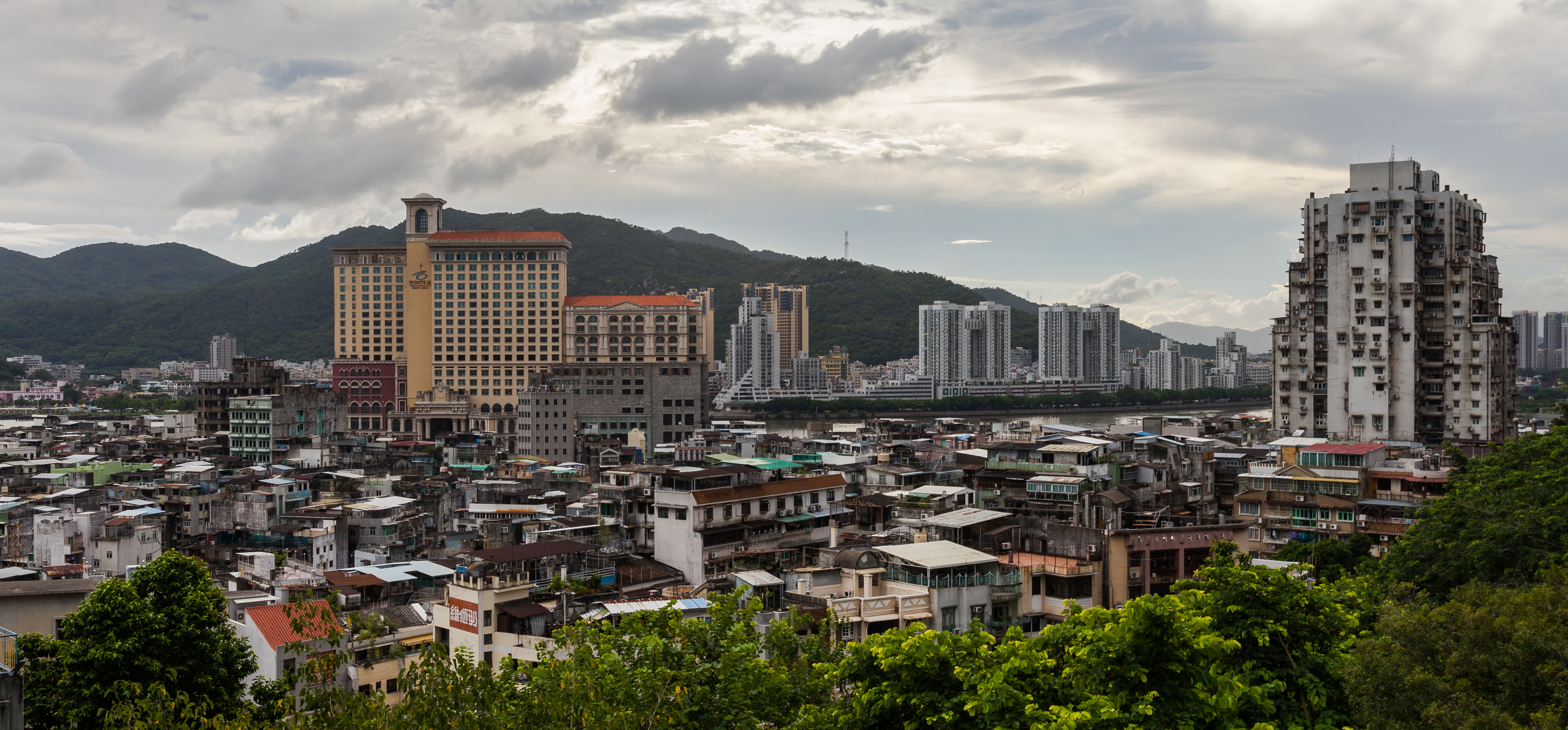
Parte antigua de Macao.

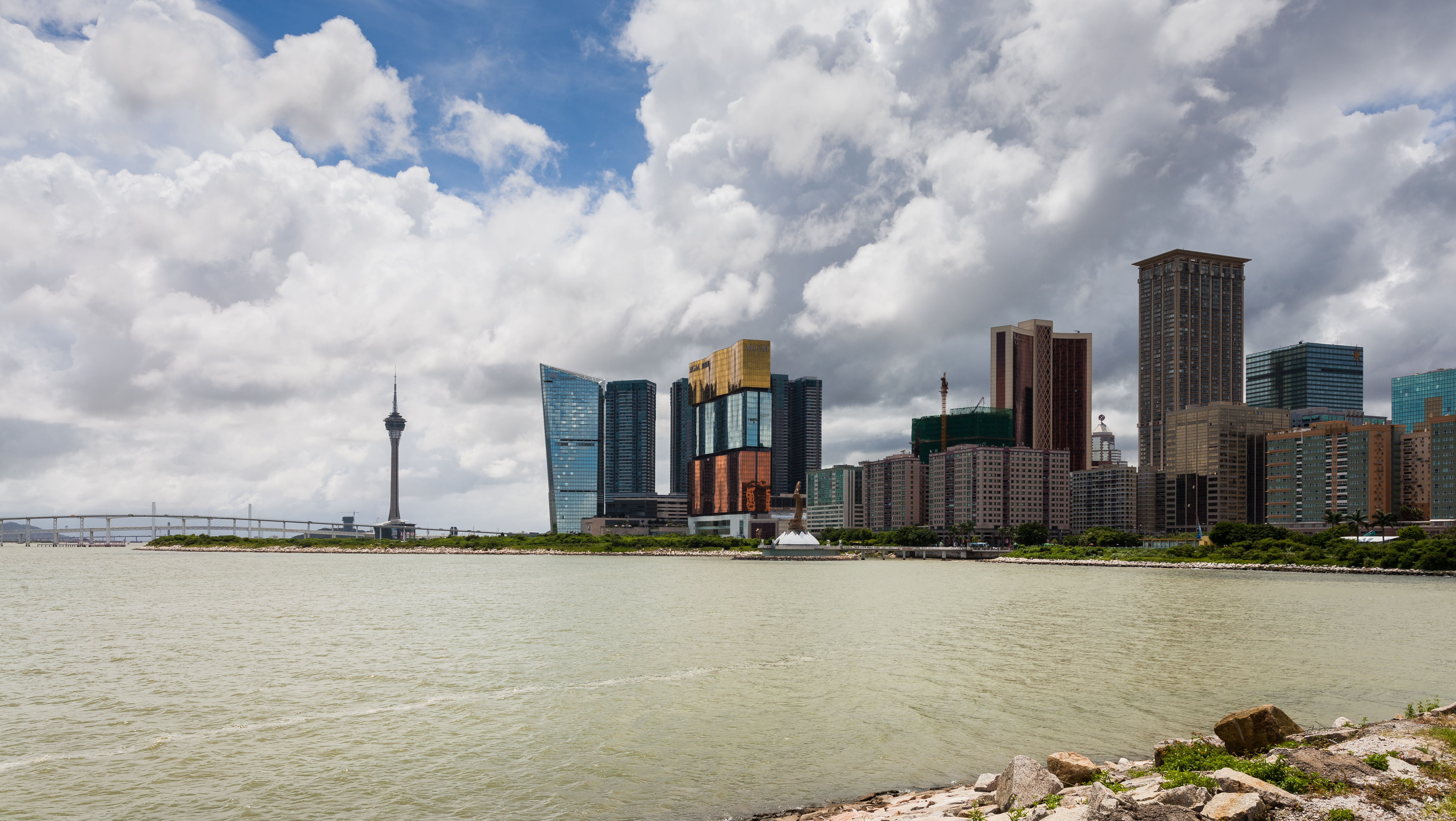
Vista de los casinos.

Macao es una ciudad en la costa meridional de China. Se encuentra al sur de la provincia de Cantón, en el extremo de la península formada por el estuario del Zhujiang (Río de las Perlas) por el este y del Xijiang (Río del Oeste) por el oeste. Macao está a 60 kilómetros al oeste de Hong Kong y 145 kilómetros al suroeste de Cantón, la capital de la provincia de Cantón. Limita con la Zona Económica Especial de Zhuhai.

La región comprende la península de Macao y las islas de Taipa y Coloane. Macao fue una isla, pero gradualmente una lengua de arena se convirtió en un istmo. Gracias a las tierras ganadas al mar, Macao se convirtió en península en el siglo XVII, a consecuencia de lo cual se construyeron las puertas de la ciudad para separar la península del continente. Los registros precoloniales señalaban que Macao medía 2.78 km², pero comenzó a crecer a causa de los asentamientos portugueses. El crecimiento de la superficie se ha acelerado en el último cuarto del siglo XX, desde los 15 km² de 1972 a los 16.1 km² de 1983 y 21.3 km² en 1994. Donde más terreno se ha ganado al mar ha sido en Taipa y Coloane. En 2000, el área total era de aproximadamente 23.6 km², hacia 2015 alcanzaba los 30.3 km². La frontera entre China y Macao es de 0.34 km de tierra y 40 km de costa.

## Situación, área, fronteras, y costa
Situación: Asia oriental, limita con el mar de China Meridional y China
Coordenadas geográficas: 22°10′N 113°33′E / 22.167, 113.550
Área:

total: 21 km²

tierra: 21 km²

agua: 0 km²
Fronteras terrestres:

total: 0.34 km

ciudad fronteriza: Zhuhai, Provincia de Cantón 0.34 km

Línea de costa: 40 km

Reivindicaciones marítimas: no especificadas